# Soul Food (film)
Pour les articles homonymes, voir Soul Food.

Soul Food est un film américain réalisé par George Tillman Jr. sorti en 1997.

## Synopsis
C'est l'histoire d'une famille afro- américaine de trois filles avec différents caractères : Teri l’aînée, avocate qui est trop autoritaire et ne souhaite que les choses se passent à sa manière, Maxine la seconde qui est une mère de famille sans histoire qui est parfois en confrontation avec Teri (Le mari de Maxine était l'ancien petit de Teri) et Bird, la plus jeune et la plus insouciante de toutes qui a choisi d'épouser un ex-prisonnier. Les trois femmes sont sous l'autorité de la matriarche Mama Joe qui a un attachement particulier pour son petit-fils Ahmad (le fils de Maxine). Tous les mois (un dimanche), les filles et leurs familles se rassemblent pour partager le repas traditionnel (Soul Food) qui fait partie de la culture afro-américaine.

## Fiche technique
- Titre français : Soul Food
- Titre original : Soul Food
- Réalisation : George Tillman Jr.
- Scénario  : George Tillman Jr.
- Musique : Lisa Coleman, Wendy Melvoin
- Pays de production :  États-Unis
- Genre : Comédie dramatique
- Durée : 115 minutes
- Date de sortie : 
  - États-Unis : 26 septembre 1997

## Distribution
- Vanessa L. Williams (VF : Emmanuel Pailly) : Teri
- Vivica A. Fox (VF : Maik Darah) : Maxine
- Nia Long (VF : Claire Guyot) : Bird
- Michael Beach  : Miles
- Mekhi Phifer (VF : Philippe Dumond) : Lem
- Brandon Hammond : Ahmad
- Irma P. Hall : Mother Joe
- Jeffrey D. Sams (VF : Sidney Kotto) : Kenny
- Gina Ravera : Faith